# مقاطعة سوك (ويسكونسن)
مقاطعة سوك (بالإنجليزية: Sauk County, Wisconsin)‏ هي إحدى مقاطعات ولاية ويسكونسن في الولايات المتحدة. تأسست سنة 1840، وتبلغ مساحتها 849 ميل مربع (2,200 كـم2)، بلغ عدد سكانها 61976 نسمة في عام 2010 حسب إحصاء مكتب تعداد الولايات المتحدة .

## وصلات خارجية
- الموقع الرسمي
- United States Counties